# جهاز مجاور للكبيبات
الجهاز المجاور للكبيبات (بالإنجليزية: Juxtaglomerular apparatus)‏ هو بنية مجهرية (أي ترى تحت المجهر فقط) موجودة في الكلية والتي تنظم عمل الكليون. سمي هذا الجهاز بهذا الاسم بسبب مجاورته للكبيبة (بالإنجليزية: glomerulus)‏ وهي المكان الذي يتم فيه تصفية الدم.

## المكونات
يتألف من ثلاثة أنواع من الخلايا:
1. خلايا البقعة الكثيفة (macula densa) وهي جزء من النبيبيب الملتف القاصي
2. خلايا قرب كبيبية (أو حبيبية) juxtaglomerular cells تفرز الرينين
3. خلايا خارج كبيبية extraglomerular mesangial cells

يفرز الرينين استجابة للتنبيه الودي B1 أو تناقص التروية الكلوية أو تناقص تركيز ملح كلور الصوديوم في خلايا البقعة الكثيفة نتيجة انخفاض معدل الترشيج الكبيبي.